# Amsar
Amsar è un comune dell'Azerbaigian situato nel distretto di Quba. Conta una popolazione di 2.475 abitanti.